# Sylvain Neuvel
Sylvain Neuvel   (Ciutat de Quebec, 25 de gener de 1973) és un escriptor quebequès de ciència-ficció, especialment conegut per ser l'autor de The Themis Files. Va néixer a la ciutat de Quebec i es va criar al suburbi de L'Ancienne-Lorette. Neuvel es va formar a la Universitat de Montréal i la Universitat de Chicago i dirigeix la seva pròpia agència de traducció professional.

## Obra literària
La trilogia The Themis Files comença amb la seva primera novel·la Sleeping Giants. Segueix un grup de científics, liderats per un físic anomenat Rose Franklin, mentre cerquen i munten un robot gegant d'orígens misteriosos, amb fragments repartits per tota la Terra. La idea per a Sleeping Giants li va venir per primera vegada quan el seu fill li va demanar que construís un robot de joguina; no només qualsevol robot de joguina, en volia un amb uns antecedents extensos, volia saber d'on venia el robot i què feia. La novel·la està escrita en un format atípic, que es presenta en diàlegs, entrades d'un diari i documentació en lloc de narració tradicional.
Sylvain Neuvel també és un dels tres autors del primer llibre de Black Mirror. Previst inicialment per a febrer de 2018, s'ha retardat a una data posterior. Estarà format per un conjunt de relats curts escrites per cada autor. El seu relat curt The Test (El test) és la primera obra de Neuvel traduïda al català (2019).

### Sèrie «The Themis Files»
1. Sleeping Giants (2016)
2. Waking Gods (2017)
3. Only Human (2018)

Més els contes:
- «File N°1743» (2016)
- «File N°247» (2016)
- «FILE NO. 002» (2017)

### Relats autònoms
- The Test (2019), traduït al català com El test (2019)